# Сан-Франциско (затока)
Зато́ка Сан-Франци́ско, Сан-Франциська затока (англ. San Francisco Bay) — лиман середньої глибини, через який вода з приблизно сорока відсотків території Каліфорнії, що поступає по річкам Сакраменто і Сан-Хоакін від гірського ланцюга Сьєрра-Невада, вливається в Тихий океан. Строго говорячи, річка Сакраменто витікає в Сасунську затоку (англ. Suisun Bay), яка витікає через Каркінезьку протоку (англ. Carquinez Strait), щоб зустрітися з річкою Напа у вході до затоки Сан-Пабло, яка з'єднується своїм південним кінцем з затокою Сан-Франциско, хоча повна група зв'язаних заток часто називається «затокою Сан-Франциско»
Затока Сан-Франциско розташована в американському штаті Каліфорнія і оточена густо населеною областю, відомою як Територія затоки Сан-Франциско, де найкрупнішими містами є Сан-Франциско, Окленд і Сан-Хосе.